# Billetkontrol
Billetkontrol er betegnelse for et system, der skal sikre at kunder/brugere/passagerer, f.eks. i et teater eller på en jernbanestation, betaler deres billet.
Sådanne systemer kan bestå af både fysisk adgangskontrol og stikprøvekontrol. I dansk bus- og jernbanedrift benyttes stort set kun stikprøvekontrol.
| Økonomi | Spire Denne artikel om økonomi er en spire som bør udbygges. Du er velkommen til at hjælpe Wikipedia ved at udvide den. |

- Wikimedia Commons har flere filer relateret til Billetkontrol